# Liste der AFL-Meister
Die Liste der AFL-Meister umfasst alle Teams der American Football League (AFL), die im Zeitraum von 1960 bis 1969 die AFL-Meisterschaft gewannen.

## Meisterschaft von 1960 bis 1969
| Saison | Sieger                 | Endstand | Finalist             |
| ------ | ---------------------- | -------- | -------------------- |
| 1960   | Houston Oilers         | 24:16    | Los Angeles Chargers |
| 1961   | Houston Oilers (2)     | 10:3     | San Diego Chargers   |
| 1962   | Dallas Texans          | 20:17    | Houston Oilers       |
| 1963   | San Diego Chargers     | 51:10    | Boston Patriots      |
| 1964   | Buffalo Bills          | 20:7     | San Diego Chargers   |
| 1965   | Buffalo Bills (2)      | 23:0     | San Diego Chargers   |
| 1966   | Kansas City Chiefs     | 31:7     | Buffalo Bills        |
| 1967   | Oakland Raiders        | 40:7     | Houston Oilers       |
| 1968   | New York Jets          | 27:23    | Oakland Raiders      |
| 1969   | Kansas City Chiefs (2) | 17:7     | Oakland Raiders      |

## Meisterschaft nach 1969
Von 1967 bis 1970 bestritt der AFL-Meister ein weiteres Finale gegen den Champion der Konkurrenzliga National Football League, das damals AFL-NFL World Championship Game genannt wurde. 1970 fusionierten NFL und AFL, und es entstanden die heutige National Football Conference bzw. American Football Conference, deren Meister bis heute den „Super Bowl“ bestreiten. Rückwirkend wurden die vier Finalspiele jeweils „Super Bowl I“, „Super Bowl II“, „Super Bowl III“ und „Super Bowl IV“ genannt.